# Iglesia de la Virgen María en Haret Zuweila
La Iglesia de la Virgen María en Haret Zuweila (también conocida como Haret Zeweila; etaret zuwēla ) es la iglesia más antigua del distrito de Haret Zuweila, cerca de la sección de Fatamid en El Cairo.  Probablemente se construyó alrededor del siglo X d. C., aunque se menciona por primera vez por escrito a principios del siglo XII con motivo de la consagración del nuevo obispo de El Cairo bajo el papado de Macarius.  La Iglesia de la Virgen María en Haret Zuweila fue la sede del papa ortodoxo copto de Alejandría de c. 1400 dC a 1520 dC 

## Historia y arquitectura
La Iglesia de la Virgen María en Haret Zuweila se fundó en relación con el nombramiento de un nuevo obispo de El Cairo.  Fue destruida en 1321, pero después de su reconstrucción se convirtió en la sede del papa ortodoxo copto de Alejandría.  La iglesia fue remodelada y renovada con frecuencia, de modo que la estructura basilical original se ha alterado considerablemente y, por lo tanto, no se conoce con certeza. Originalmente, la iglesia presentaba un crucero relativamente pequeño y un ábside semicircular.  Como la mayoría de las iglesias coptas, el plano de planta se compone de un nártex (patio), una nave con dos pasillos laterales y un coro con tres santuarios ( haykal ). 
Tres filas de antiguas columnas corintias de mármol separan los pasillos norte y sur y la nave del nártex. Un ambón de mármol se apoya en cuatro columnas delgadas retorcidas. Al otro lado del coro hay una viga en la que se fija una pintura moderna de la Última Cena.  El atril tiene la forma de un águila tallada en madera.
El iconostasio del santuario central está hecho de ébano con incrustaciones de marfil, y sobre él trece íconos de la Virgen María y los Doce Apóstoles.  Sobre los iconos hay una vara que representa a cada lado un dragón y un águila atacándose.  Cada águila tiene un panel que muestra a Juan el Bautista a la derecha y la Virgen María a la izquierda.  El santuario del sur está dedicado al ángel Gabriel y su puerta, que se remonta al período fatimí, está incrustada con paneles de marfil y tiene un relieve esculpido de aves y animales. Una elevada cúpula adornada con colgantes cerrados se eleva sobre el santuario. El dosel del altar tiene la forma de una cúpula sostenida por cuatro columnas de mármol.
El piso anterior del santuario del sur tiene un pozo donde, según la tradición, el agua fue bendecida por Cristo durante la huida de la sagrada familia de Egipto.  Se cree que sus aguas tienen cualidades curativas. A lo largo de la parte superior hay siete iconos que datan del siglo XIX.  Representan la Anunciación, la Natividad, el Bautismo, la Entrada a Jerusalén, la Resurrección, la Ascensión y el Descenso del Espíritu Santo.  Un santuario adyacente al santuario del sur contiene varios iconos famosos, entre ellos uno de la Virgen María que data del siglo XIV. La Virgen María está sentada en un árbol que crece de la espalda de Isaí (Isaías 11: 1-10). Está rodeada por cuatro profetas mayores y doce profetas menores, sobre los cuales hay dos ángeles. De acuerdo con la tradición, cada vez que el Papa Mateo caía en la tentación se presentaba ante este icono y suplicaba perdón. La Virgen María se presentaría ante él para consolar su alma.  También se dice que San Ruweiss rezó ante este icono. 
El lado este de la nave norte tiene dos santuarios con cuadros incrustados con marfil.  El primer santuario está dedicado al arcángel Miguel, y el segundo a Juan el Bautista. En el extremo oeste hay un santuario en el centro del cual hay un icono de la Crucifixión. Otros dos iconos del Bautismo de Cristo y la Virgen María están colocados en los lados derecho e izquierdo. La Iglesia actual mide 28 por 19 metros y tiene una altura de 11,5 metros de altura.

## El convento de monjas de la santísima Virgen María
Un convento construido por el papa Cirilo IV fue anexado a la iglesia. Tiene una capilla monjas en la galería en el lado norte de la Iglesia. 

## Biblioteca
Una biblioteca dentro de la iglesia contiene muchos manuscritos valiosos y varios íconos importantes, incluyendo uno de la Anunciación que data de aproximadamente el 1355 d. C.

### Otras iglesias ortodoxas coptas
- Arquitectura copta - información sobre las iglesias ortodoxas coptas
- Lista de iglesias ortodoxas coptas en los Estados Unidos
- El Cairo copto
- Sede del papa ortodoxo copto de Alejandría.
- Iglesia de Santa Bárbara en El Cairo copto
- Catedral ortodoxa copta de San Marcos, El Cairo
- Catedral ortodoxa copta de San Marcos (Alejandría)
- Catedral ortodoxa copta de San Marcos (Azbakeya)
- Iglesia Ortodoxa Copta de San Marcos (Heliópolis)
- Iglesia ortodoxa copta de Santa María y San Abasikhiron
- Iglesia de Sain Menas (El Cairo)
- Iglesia de Santa María (Haret Elroum)
- Iglesia ortodoxa copta de Santa María y San Mercurio
- Iglesia de San Mercurio en el Cairo copto
- Iglesia de los santos Sergio y Baco (Abu Serga)
- Iglesia colgante
- Iglesia de la Santísima Virgen (Babilonia El-Darag)

- Datos: Q5118067